# Zygmunt Moskwa

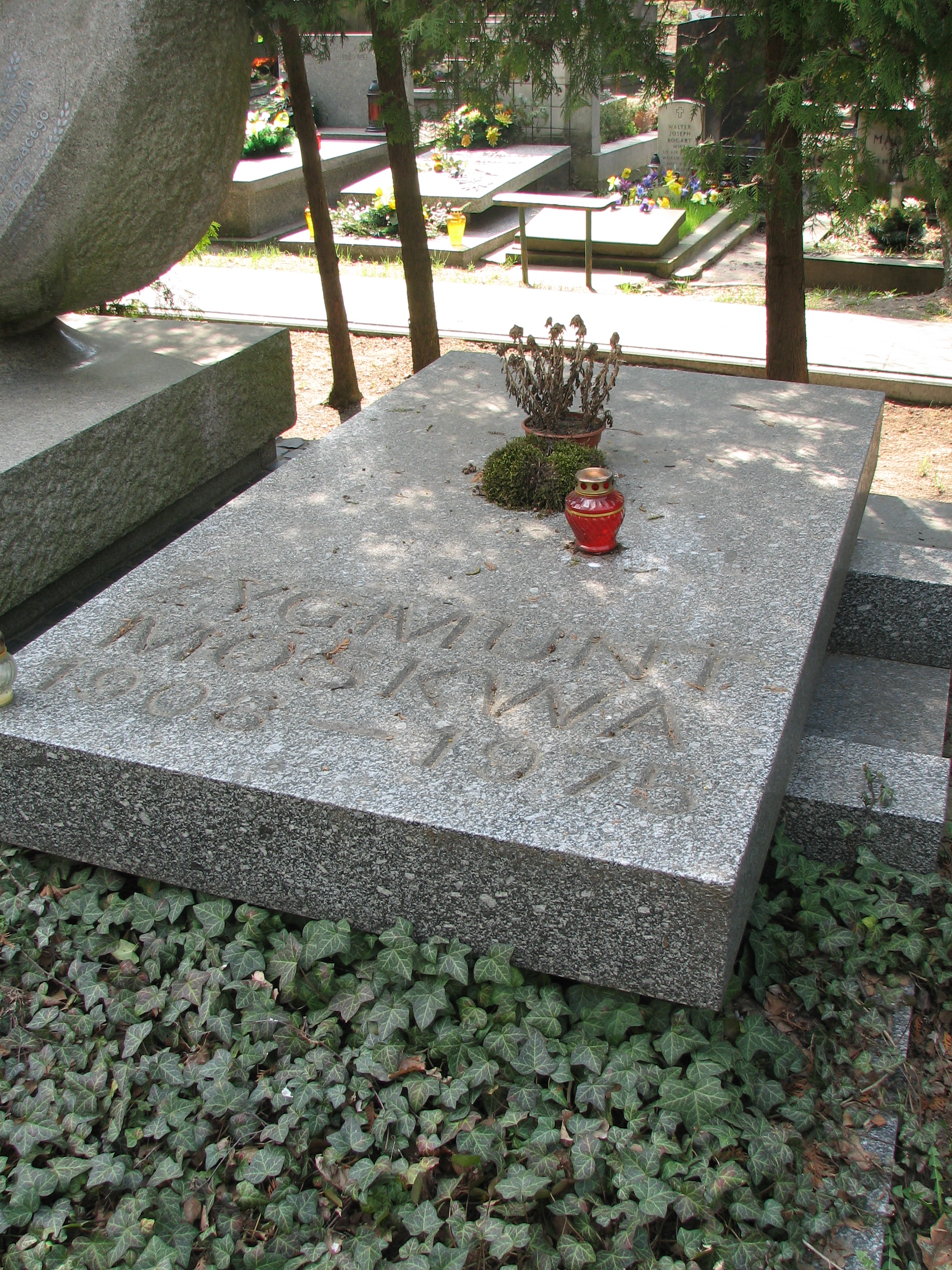
Grób Zygmunta Moskwy

Zygmunt Moskwa (ur. 26 kwietnia 1908 w Warszawie, zm. 23 lipca 1975 tamże) – polski inżynier budownictwa wodnego i polityk. Poseł na Sejm Ustawodawczy oraz na Sejm PRL I, II, V i VI kadencji, minister przemysłu drobnego i rzemiosła (1956–1958), minister łączności (1958–1969) i zastępca przewodniczącego Rady Państwa (1969–1975). Przewodniczący Stronnictwa Demokratycznego w latach 1969–1973.

## Życiorys
Pochodził z rodziny inteligenckiej, był synem Wincentego i Ewy. Ukończył Państwową Szkołę Średnią Techniczną w Radomiu. W 1931 eksternistycznie zdał maturę w Państwowej Średniej Szkole Technicznej Kolejowej w Radomiu, gdzie następnie pracował do 1932 jako asystent. W latach 30. pracował także w budownictwie, w 1939 kierował budową kanału węglowego Mysłowice–Kraków. W tym samym roku ukończył studia na Politechnice Warszawskiej. Podczas II wojny światowej pracował w Szkole Technicznej w Radomiu. W 1945 wstąpił do Stronnictwa Demokratycznego i został wykładowcą w Państwowej Szkole Przemysłowej w Warszawie, którym był do 1947. W latach 1947–1948 był wicewojewodą kieleckim, w latach 1948–1949 dyrektorem Dyrekcji Budowy Osiedli Robotniczych w Kielcach, a od maja 1949 współorganizatorem budowy Nowej Huty.
Pełnił funkcje kierownicze w SD, będąc m.in. w latach 1949–1956 zastępcą sekretarza generalnego Centralnego Komitetu, a w latach 1969–1973 przewodniczącym CK. Był potem honorowym prezesem partii.
W latach 1956–1958 minister przemysłu drobnego i rzemiosła, w latach 1958–1969 minister łączności. Od 1969 zastępca przewodniczącego Rady Państwa. Był posłem na Sejm Ustawodawczy z okręgu radomskiego oraz na Sejm PRL I, II, V i VI kadencji z okręgu kieleckiego (w latach 1947–1961 i od 1969). W 1964 przewodniczący Głównej Komisji Rewizyjnej Towarzystwa Przyjaźni Polsko-Radzieckiej. Od 1970 był także członkiem prezydium Ogólnopolskiego Komitetu Frontu Jedności Narodu.
Żonaty ze Stanisławą Walerią z domu Idzikowską (1919–2009), miał syna i dwie córki. Pochowany z honorami 26 lipca 1975 w na cmentarzu Powązki Wojskowe w Warszawie (kwatera A4-tuje-12). W pogrzebie udział wzięli m.in. przedstawiciele ówczesnych władz PRL: przewodniczący Rady Państwa PRL prof. Henryk Jabłoński, członkowie Biura Politycznego KC PZPR Edward Babiuch i Władysław Kruczek, marszałek Sejmu Stanisław Gucwa oraz zastępca przewodniczącego Rady Państwa Józef Ozga-Michalski. Przemówienie w imieniu kierownictwa Stronnictwa Demokratycznego wygłosił wicemarszałek Sejmu PRL Andrzej Benesz.

## Odznaczenia
- Order Sztandaru Pracy I klasy (1959)[5]
- Krzyż Komandorski z Gwiazdą Orderu Odrodzenia Polski (1964)[6]
- Krzyż Kawalerski Orderu Odrodzenia Polski (1954)[7][8]
- Medal 10-lecia Polski Ludowej (1955)[9]
- Medal 30-lecia Polski Ludowej (1974)[10]
- Odznaka 1000-lecia Państwa Polskiego (1966)[11]
- Złota odznaka Stowarzyszenia Elektryków Polskich 1964)[12]
- Złota odznaka honorowa Naczelnej Organizacji Technicznej (1969)[13]
- Złota odznaka „Za pracę społeczną dla miasta Krakowa” (1962)[14]
- Odznaka Honorowa Gryfa Pomorskiego (1968)[15]
- Odznaka honorowa „Za zasługi w rozwoju województwa koszalińskiego” (1970)[16]
- Złota odznaka honorowa Naczelnej Organizacji Technicznej (1969)[17]
- Order Flagi Narodowej I stopnia (KRLD, 1954)[18]
- Order Ludowej Republiki Bułgarii (Bułgaria, 1967)[19]
- i wiele innych